# Dūlkhān
Dūlkhān (persiska: دولخان) är en ort i Iran.   Den ligger i provinsen Khorasan, i den nordöstra delen av landet, 700 km öster om huvudstaden Teheran. Dūlkhān ligger 1 106 meter över havet och antalet invånare är 110.
Terrängen runt Dūlkhān är huvudsakligen platt, men norrut är den kuperad.Runt Dūlkhān är det ganska tätbefolkat, med 185 invånare per kvadratkilometer. Närmaste större samhälle är Chenārān, 17,2 km väster om Dūlkhān. Trakten runt Dūlkhān består till största delen av jordbruksmark.